# 斯凱于恩
斯凱于恩（挪威語：Skaun）是挪威特倫德拉格郡的一個市镇，行政中心为伯爾薩村。市镇面积为244平方公里，人口数量为8,325人（2020年），人口密度为每平方公里39.1人。